# Ram Ben-Barak
Ram Ben-Barak (hebr.: רם בן ברק, ur. 1 kwietnia 1958 w Izraelu) – izraelski polityk, od 2019 poseł do Knesetu.
W wyborach parlamentarnych w kwietniu 2019 po raz pierwszy dostał się do izraelskiego parlamentu z koalicyjnej listy Niebiesko-Biali. 